# 張津
張 津（ちょう しん、生没年不詳）は、中国後漢時代末期の政治家。字は子雲。荊州南陽郡の人。

## 生涯
中平6年（189年）、張津は袁紹の賓客の一人であり、（袁紹の意を受けて）何進に「宦官らが権勢を握って久しく、永楽太后（霊帝の母）に通じています。国家のために災いを除くべきです」と進言し、蹇碩謀殺の後押しをした。
その後、交趾刺史の朱符が異民族の反乱で殺害されると、建安2年（197年）に朝廷は張津を後任として派遣した。交趾刺史の張津と交趾太守・士燮はともに、交趾部の名称を是正し、新たな州として欲しいと朝廷に上表した。これが聞き入れられ、張津は交州牧となり、九錫である彤弓、彤矢が与えられ威信は南方に響いた。
この頃、許靖も交州に避難しており、曹操への手紙に「張子雲は都にいた際は王室に心を寄せ、今辺境にあっても国家の藩鎮であり貴方の味方です。荊州方面が平和となれば子雲のために荊州方面からの出国させてください。そうでなければ益州の私の兄弟らに伝えて受け入れられるようにしてください」と記した。
袁紹が破られた頃（201年）に夏侯惇は石威則への手紙の中で「孫賁に長沙郡を授け、張津に零陵、桂陽を任せる」といった内容が語られていた。
同じ個所の『江表伝』では、孫策が于吉への批判として張津を引き合いに出し「張津は聖賢の教えを棄て、法律を蔑ろにし、赤い頭巾で琴を鳴らし香を焚き、道術書を読んで政治の助けとすると言っていたが、結局異民族に殺された」と記されるが、裴松之は孫策は張津より先に死んでいるため事実と合わないとしている。
建安8年（203年）、張津は交趾と合浦の特産品である「益智子」（ミョウガ科の草の実）の粽（ちまき）を曹操に送ったという。
その後、張津は劉表と対立するようになり、年ごとに軍事行動を起こすようになった。しかし、劉表軍の方が強大で部将達も辟易して持ち場を離れるようになってしまった。張津は規律を正そうとしたが威厳が足りず、部下の区景に殺害された。
張津の死後、劉表が頼恭と呉巨を派遣し、朝廷側は士燮に交趾周辺の７郡を任せて対抗した。その後、呉巨が頼恭を追い出した。210年に歩騭が刺史に着任すると、呉巨は斬られ、張津の部下であった夷廖や銭博らは駆逐され、士燮らは恭順して交州は秩序を取り戻した